# Nakajima Ki-58
Nakajima Ki-58 (jap. 中島 キ58) – japoński myśliwiec eskortowy z okresu II wojny światowej przeznaczony dla lotnictwa Cesarskiej Armii Japonii. Samolot powstał na bazie maszyny Nakajima Ki-49. Jego zadaniem miała być osłona bombowców Mitsubishi Ki-21. Wybudowano trzy egzemplarze jednak samolot nigdy nie wszedł do produkcji seryjnej a pojawienie się klasycznych samolotów myśliwskich o dużym zasięgu uczyniło cały projekt zbędnym.

## Historia
Olbrzymie terytorium na jakim toczyły się walki podczas wojny w Chinach był powodem, dla którego japońskie bombowce często prowadziły akcję bez własnej osłony myśliwskie. W takich warunkach niezbyt nowoczesne chińskie myśliwce I-15bis, I-153 czy I-16 zadawały japońskim wyprawom bombowym ciężkie straty. W pierwszych latach konfliktu zarówno lotnictwu Marynarki Wojennej jak i Armii Lądowej brakowało klasycznych maszyn myśliwskich, zdolnych do zapewnienia eskorty własnym bombowcom podczas całego lotu nad cel i z powrotem. Zwiększanie uzbrojenia strzeleckiego maszyn bombowych prowadziło do zwiększenia ich masy a tym samym obniżenia zasięgu samolotów. W tych warunkach narodził się pomysł aby zbudować samoloty eskortowe w oparciu o istniejące maszyny bombowe. Inicjatorem pomysłu przebudowy samolotów bombowych na ciężko uzbrojone maszyny myśliwskie, zdolne do towarzyszenia wyprawom bombowym były Cesarska Marynarka Wojenna. Do pełnienia nowej roli wyznaczono samoloty Mitsubishi G3M. Z kilku egzemplarzy usunięto wyposażenie bombowe i uzbrojono je w dodatkowe karabiny maszynowe i działka. Pomysł nie sprawdził się, klasyczne bombowce G3M po zrzuceniu ładunku szybko oddalały się znad celu, a eskortowe G3M2, obciążone wyposażeniem strzeleckim i dziesięcioosobową załogą nie były w stanie dotrzymać im kroku. Pomimo fiaska podjęto decyzję aby do roli maszyn eskortowych przystosować dysponujące większym udźwigiem i prędkością bombowce Mitsubishi G4M. Tak powstała myśliwska wersja Mitsubishi G6M1. Wprowadzenie dysponujących dużym zasięgiem, klasycznych samolotów myśliwskich Mitsubishi A6M uczyniło samoloty G6M1 zbędnymi. Tą samą drogą poszło lotnictwo Armii Lądowej. W 1940 roku Wydział Techniczny Głównego Biura ds Lotnictwa Armii (Rikugun Koku Honbu Gijutsu) przekazał wytwórni Nakajima wymagania techniczne na projekt ciężkiego myśliwca eskortowego, mającego powstać na bazie Ki-49. Nowa konstrukcja otrzymała oznaczenie Ki-58. 

## Projekt
Inżynierem nadzorującym całość prac został Kenichi Matsumura. Do przebudowy wyznaczono trzy istniejące egzemplarze przedseryjne Ki-49. Prace rozpoczęto w grudniu 1940 roku i ukończono w marcu 1941 roku. Zwiększono uzbrojenie strzeleckie instalując tuż za kabiną pilotów dodatkową wieżyczkę grzbietową. Usunięto wewnętrzną komorę bombową instalując w jej miejsce dolne stanowisko strzeleckie w podkadłubowej wannie. Dzięki temu zwiększono uzbrojenie strzeleckie do pięciu 20 mm działek Ho-1 i trzech karabinów kalibru 12,7 mm. Oryginalne silniki Ha-41 zastąpiono mocniejszymi jednostkami napędowymi Ha-109. Po wybudowaniu samolotów przeprowadzono ich badania w locie w bazie w Fussa. Maszyny nie uzyskały pozytywnej oceny. Pojawienie się na uzbrojeniu dysponujących odpowiednio dużym zasięgiem klasycznych myśliwców Nakajima Ki-43 oraz negatywne doświadczenia marynarki spowodowały, iż Ki-58 stał się zbędny. 